# 新袁镇
新袁镇，是中华人民共和国江苏省宿迁市泗阳县下辖的一个乡镇级行政单位。

## 行政区划
新袁镇下辖以下地区：
新集社区、袁集社区、新东社区、三岔村、于湾村、马庄村、三徐村、白水村、马厂村、坝头村、河埝村和葛圩村。